# Фьессо-Умбертьяно
Фьессо-Умбертьяно (итал. Fiesso Umbertiano) — коммуна в Италии, располагается в провинции Ровиго области Венеция.
Население составляет 4134 человека, плотность населения составляет 153 чел./км². Занимает площадь 27 км². Почтовый индекс — 45024. Телефонный код — 0425.
В коммуне 8 сентября особо празднуется Рождество Пресвятой Богородицы. 